# 북아메리카물밭쥐
북아메리카물밭쥐 또는 물밭쥐(Microtus richardsoni)는 비단털쥐과에 속하는 설치류의 일종이다. 북아메리카에서 발견되는 가장 큰 밭쥐이다. 미국 북서부와 캐나다 서부의 남쪽 일부에서 발견된다. 역사적으로 물밭쥐속(Arvicola)에 속하는 종으로 간주되었지만 분자생물학 연구를 통해 북아메리카 밭쥐류의 근연종으로 밝혀졌다. 아주 작은 개체수가 유지되고 있고 필요한 서식지가 감소 추세를 보여서 우려가 높기 때문에 아메리카물밭쥐는 미국 농무부 산림 서비스 지역 2 민감 종 목록에 올라 있다.
회색-갈색 또는 적색-갈색 털을 갖고 있으며, 배 쪽은 회색이다. 뒷발이 커서 헤엄을 잘 칠 수 있으며, 물 근처 고산지대 또는 준고산지대 목초지에서 발견된다. 먹이는 풀과 잎, 뿌리, 씨앗이고, 작은 무척추동물을 먹기도 한다. 물길이 연결되는 땅 아래에 굴을 파며, 준수생 동물로 간주된다.
연중 활동적이며, 겨울 동안 눈 속에 터널을 만든다. 물 가장자리 또는 물 아래에 굴 입구를 만들기도 하며, 보통 물길을 따라 8~40마리의 무리를 지어 생활한다.